# Староюмраново
Староюмраново (баш. Иҫке Йомран) — деревня в Кушнаренковском районе Республики Башкортостан Российской Федерации. Входит в состав Расмекеевского сельсовета.

## География

### Географическое положение
Расстояние до:
- районного центра (Кушнаренково): 23 км,
- центра сельсовета (Байталлы): 6 км,
- ближайшей ж/д станции (Уфа): 81 км.

## Население
| 2002 | 2009 | 2010 |
| ---- | ---- | ---- |
| 115  | ↗129 | ↘94  |